# Betty Monroe
Betty Monroe (née Beatriz Monroy Alarcón, le 4 mars 1978 à Jalisco à Guadalajara, au Mexique) est une actrice mexicaine. Elle participe en 1996 à un concours de beauté dont elle gagne le premier prix. 

## Biographie
Elle a été mariée pendant huit ans à l'homme d'affaires libanais Jamil Hindi avec qui elle a eu deux enfants : Jamil et Elías. En 2010, une importante société la nomme ambassadrice de la mode.
En 2015 elle a un troisième enfant avec son compagnon actuel, l'homme d'affaires Alejandro Castillo.

## Carrière
En 1991, elle participe à la pièce de théâtre Vaselina.
En 1996, elle gagne un concours de beauté de la ville de Mexico.
En 1998 dans la telenovela Tres veces Sofía, elle interprète une secrétaire, aux côtés de Lucía Méndez et Omar Fierro.
La même année, on la retrouve dans la deuxième telenovela de TV Azteca, Perla, en compagnie de Silvia Navarro, Leonardo García et Gina Romand.
En 2000, elle participe pour la troisième fois aux productions de TV Azteca en incarnant Marisela Aguilera dans la telenovela El amor no es como lo pintan avec Vanessa Acosta et Héctor Soberón.
En 2001, elle tient le rôle de Rubí de Billetes dans la telenovela Como en el cine avec Lorena Rojas et Mauricio Ochmann.
En 2003, elle est Andreina Torres dans la telenovela La hija del jardinero aux côtés de Mariana Ochoa et Carlos Torres. La même année elle tourne dans le film Esclavo y amo avec Alexis Ayala.
En 2007 elle tient son premier rôle d'antagoniste dans la telenovela Bellezas indomables où elle interprète Berenice Lamas de Urquillo avec Claudia Álvarez et Yahir.
En 2011, elle est Sofía Márquez de Molina, antagoniste dans la telenovela Cielo rojo aux côtés de Edith González et Mauricio Islas.
En 2012, elle est en vedette de la telenovela La mujer de Judas dans le personnage de Galilea Del Toro Batista en compagnie d'Anette Michel, Víctor González et Andrea Martí.
En 2013, elle est encore antagoniste dans la telenovela Corazón en condominio en tant que Jessica aux côtés de Cynthia Rodríguez, Víctor García (es) et Arap Bethke.
En 2014, elle fait une apparition dans la telenovela Las Bravo avec le rôle de Candela Millán.
En 2015 elle intègre l'équipe artistique de UEPA, Un escenario para amar.
Fin 2015 elle rejoint une des filiales de Televisa.
Depuis le 22 février 2016, elle est la protagoniste principale de la telenovela Sueño de Amor où Julián Gil est l'antagoniste principal.

## Filmographie

### Telenovelas
- 1998 : Tres veces Sofía : Secrétaire
- 1998 : Perla : Guadalupe, dite Lupita
- 2000 : El amor no es como lo pintan : Marisela Aguilera
- 2001 : Como en el cine : Rubí de Billetes, dite Ángela
- 2003 : La Hija del jardinero : Andreína Torres
- 2007 : Bellezas indomables : Berenice Díaz Ojeda Vda. de Urquillo
- 2011 : Cielo rojo : Sofía Márquez de Molina
- 2012 : La mujer de Judas : Galilea Del Toro Batista
- 2013 : Corazón en condominio : Jessica
- 2014 : Las Bravo : Candela Millán
- 2015 : Un escenario para amar : Zoila Lezama
- 2016 : Sueño de amor : Esperanza Guerrero Díaz

### Théâtre
- 1991 : Vaselina